# Воронковский сельский округ
Воронковский сельский округ — упразднённая административно-территориальная единица, существовавшая на территории Красногорского района Московской области в 1994—2006 годах.
Воронковский сельсовет был образован в первые годы советской власти. По данным 1919 года он входил в состав Павловской волости Звенигородского уезда Московской губернии.
14 января 1921 года Павловская волость была передана в Воскресенский уезд.
В 1926 году Воронковский с/с включал деревни Воронки и Михайловка.
В 1929 году Воронковский с/с был отнесён к Воскресенскому району Московского округа Московской области.
31 августа 1930 года Воскресенский район был переименован в Истринский район.
27 сентября 1932 года Воронковский с/с был передан в Красногорский район.
22 июня 1954 года в Воронковский с/с из Павшинского с/с было передано селение Гольево, а в Ильинский с/с из Воронковского — селение Михайловка.
1 февраля 1963 года Красногорский район был упразднён и Воронковский с/с вошёл в Звенигородский сельский район. При этом входившая в Воронковский с/с территория клинического санатория «Архангельское» с жилым посёлком была передана в подчинение городу Красногорску. 11 января 1965 года Воронковский с/с был возвращён в восстановленный Красногорский район.
3 февраля 1994 года Воронковский с/с был преобразован в Воронковский сельский округ.
В ходе муниципальной реформы 2004—2005 годов Воронковский сельский округ прекратил своё существование как муниципальная единица. При этом деревни Гольево и Ивановское были переданы в городское поселение Красногорск, а посёлки Архангельское, дачного хозяйства «Архангельское» и Новый, деревни Воронки и Захарково — в сельское поселение Ильинское.
29 ноября 2006 года Воронковский сельский округ исключён из учётных данных административно-территориальных и территориальных единиц Московской области.